# Jacques Wellens
 (mars 2024).
Si vous disposez d'ouvrages ou d'articles de référence ou si vous connaissez des sites web de qualité traitant du thème abordé ici, merci de compléter l'article en donnant les références utiles à sa vérifiabilité et en les liant à la section « Notes et références ».
Jacques Thomas Joseph Wellens (en néerlandais Jacob Th. J. Wellens), né le 3 septembre 1726 à Anvers et y décédé le 30 janvier 1784, était un prêtre catholique brabançon, professeur à l’université de Louvain et 17e évêque d'Anvers de 1776 à sa mort.

## Biographie
Jacques Wellens fait ses études au collège des Augustins de sa ville natale et à Louvain (1745) où il occupe également plusieurs positions académiques, entre autres à l'antique « collège du Faucon ». Le 8 septembre 1751 il est ordonné prêtre. En 1752 il est licencié in utroque iure (droit canon et droit civil) et théologie. Finalement il obtient un doctorat en théologie (3 août 1756).
Il est président du collège hollandais (1765) et occupe d’autres fonctions importantes à Louvain, Anvers et Malines. Le 9 septembre 1776 il est consacré évêque d’Anvers, choisissant comme devise « Coelestibus auspiciis ».
Jacques Wellens meurt le 30 janvier 1784. Il a 57 ans.

## Écrits
Une collection de toutes ses lettres pastorales, décrets et autres écrits fut publiée après sa mort sous le titre de Verzameling van alle de Herderlijke Brieven, Vasten-Bullen, enz., uytgegeven door wylen Zijne Doorl. Hoogw. J.T.J. Wellens, Bisschop van Antwerpen (Anvers, 1784).